# 既存顧客維持率
既存顧客維持率、リテンションレート (英: retention rate, customer retention rate, CRR)は、マーケティングでは、顧客との契約期間が終了した数に対して、引き続き維持される数の割合である。顧客との取引数や取引金額ではなく顧客数を元に計算する。 
リテンションレートは通常は定着率とも訳され、マーケティング、投資、教育、職場、臨床試験など、さまざまな分野で使用されている。これらの各分野での定着率を維持することは、多くの場合、組織や学校全体、または薬理学的研究に良い結果をもたらす。

## 目的
マーケティング環境における「既存顧客維持率」指標の目的は、顧客を惹きつけて維持する際の企業の成果を監視することである。 「最近になってやっと、ほとんどのマーケターが個々の顧客に焦点を当てた指標の開発に乗り出した。個々の顧客との関係管理を行うには、最初に顧客を数える必要がある。顧客を数える際の一貫性が重要になるが、顧客の定義も同時に必要となってくる。顧客の定義と数え方は、契約を行うビジネスと契約を行わないビジネスで異なってくる。」 
既存顧客維持率は、顧客数の増加（減少）とは異なるものだ。あくまでも契約関係を持っている既存顧客のみを対象とする考え方である。契約をしない種類の商売（カタログ販売など）で既存顧客数について話すことはあまり意味がない。この場合は代わりに最新の見込み客数を数える。 200人近くの上級マーケティングマネージャーを対象とした調査では、63％が「既存顧客維持率」の指標が非常に役立つと回答した。 

## メリット[3]

### ・広告費を抑えられる
新規顧客を獲得しようとすれば、広告の出稿や展示会・セミナーの開催など、多くの人の目につくような宣伝の仕方をしなければならない。これらのやり方はコストがかかるにもかかわらず、あくまで見込み客へのアプローチであるため不確実性も高くなる。
しかし、既存顧客を維持しようとする場合は、一度サービスを利用しているため、キャンペーンやメールマガジンの配信などによって効果的に魅力をアピールすることができる。マーケティングの世界には、「新規顧客開拓コストは既存顧客の維持に比べて5倍のコストがかかる」という「1:5の法則」があるが、この法則の通り既存顧客の維持を重視することで広告費を抑えられる。

### ・事業の収益が安定する
ユーザー規模は1000人だが3ヶ月後のリテンションレートが9割のサービスと、ユーザー規模は2200人だが3ヶ月後のリテンションレートが4割のサービスの場合、どちらが長期的に安定して収益を上げられるだろうか。前者のサービスをA、後者のサービスをBとすると、3ヶ月後のユーザー数はAだと900人、Bだと880人になる。さらに3ヶ月経つと、Aは810人、Bは352人になる。
半年後には明らかに両者のユーザー数に差が出ており、BがAと同程度の収益を維持するためにはかなりの数の新規顧客を獲得しなければならないことがわかる。果たして、どちらの事業の収益がより安定していると言えるのだろうか。このように、リテンションレートを高めることで事業の収益の安定にもつながると言える。

### ・サービスの質が向上する
リテンションレートを高めるためには、必然的に顧客目線でのプロダクト作りが必要になる。 なぜなら、顧客が利用し続けたいと感じるように、改善していかなければならないからである。結果として顧客の目線を取り入れた、質の高いプロダクトを提供することが出来るようになる。

## 計算方法
「維持率は、契約が維持/更新されたかどうかで判断する。雑誌の購読は更新されるか停止される。銀行口座は解約するまで維持される。賃借人は退去するまで家賃を支払う。これらは、顧客が維持されるか、永久に失われたと見なされるかの例である。この種のビジネスでは、企業は定着率/維持率に細心の注意を払う。」 
同様に、既存顧客維持率を計算すると以下の通りとなる。
既存顧客維持率：リスクのある顧客数 (契約期間終了など) に対して維持された顧客数の比率。

## 関連事項
- 解約率
- 離職率